# إل. دونالد شيلدز
إل. دونالد شيلدز (بالإنجليزية: L. Donald Shields) هو كيميائي أمريكي، ولد في 18 سبتمبر 1936.